# Pugilato ai Giochi della XI Olimpiade
Le competizioni di pugilato dei Giochi della XI Olimpiade si sono svolte dal 10 al 15 agosto 1936 al Deutschlandhalle di Berlino.

## Categorie
Come a Los Angeles 1932 il programma ha visto la disputa delle seguenti 8 categorie:
- Pesi mosca (fino a 50,8)
- Pesi gallo (fino a 53,5)
- Pesi piuma (fino a 57,1)
- Pesi leggeri (fino a 61,2)
- Pesi welter (fino a 66,7)
- Pesi medi (fino a 72,6)
- Pesi mediomassimi (fino a 79,4)
- Pesi massimi (oltre 79,4)

## Calendario
| Pugilato ai Giochi della XI Olimpiade | Pugilato ai Giochi della XI Olimpiade | Pugilato ai Giochi della XI Olimpiade | Pugilato ai Giochi della XI Olimpiade | Pugilato ai Giochi della XI Olimpiade | Pugilato ai Giochi della XI Olimpiade | Pugilato ai Giochi della XI Olimpiade | Pugilato ai Giochi della XI Olimpiade | Pugilato ai Giochi della XI Olimpiade | Pugilato ai Giochi della XI Olimpiade | Pugilato ai Giochi della XI Olimpiade | Pugilato ai Giochi della XI Olimpiade | Pugilato ai Giochi della XI Olimpiade | Pugilato ai Giochi della XI Olimpiade | Pugilato ai Giochi della XI Olimpiade | Pugilato ai Giochi della XI Olimpiade | Pugilato ai Giochi della XI Olimpiade |
|                                       | Agosto 1936                           | Agosto 1936                           | Agosto 1936                           | Agosto 1936                           | Agosto 1936                           | Agosto 1936                           | Agosto 1936                           | Agosto 1936                           | Agosto 1936                           | Agosto 1936                           | Agosto 1936                           | Agosto 1936                           | Agosto 1936                           | Agosto 1936                           | Agosto 1936                           | Agosto 1936                           |
| 1                                     | 2                                     | 3                                     | 4                                     | 5                                     | 6                                     | 7                                     | 8                                     | 9                                     | 10                                    | 11                                    | 12                                    | 13                                    | 14                                    | 15                                    | 16                                    |                                       |
| ------------------------------------- | ------------------------------------- | ------------------------------------- | ------------------------------------- | ------------------------------------- | ------------------------------------- | ------------------------------------- | ------------------------------------- | ------------------------------------- | ------------------------------------- | ------------------------------------- | ------------------------------------- | ------------------------------------- | ------------------------------------- | ------------------------------------- | ------------------------------------- | ------------------------------------- |
| Mosca                                 |                                       |                                       |                                       |                                       |                                       |                                       |                                       |                                       |                                       | 1º turno                              |                                       | 2º turno                              | Quarti                                | Semifinali                            | Finale                                |                                       |
| Gallo                                 |                                       |                                       |                                       |                                       |                                       |                                       |                                       |                                       |                                       | 1º turno                              |                                       | 2º turno                              | Quarti                                | Semifinali                            | Finale                                |                                       |
| Piuma                                 |                                       |                                       |                                       |                                       |                                       |                                       |                                       |                                       |                                       |                                       | 1º turno                              | 2º turno                              | Quarti                                | Semifinali                            | Finale                                |                                       |
| Leggeri                               |                                       |                                       |                                       |                                       |                                       |                                       |                                       |                                       |                                       |                                       | 1º turno                              | 2º turno                              | Quarti                                | Semifinali                            | Finale                                |                                       |
| Welter                                |                                       |                                       |                                       |                                       |                                       |                                       |                                       |                                       |                                       | 1º turno                              |                                       | 2º turno                              | Quarti                                | Semifinali                            | Finale                                |                                       |
| Medi                                  |                                       |                                       |                                       |                                       |                                       |                                       |                                       |                                       |                                       |                                       | 1º turno                              | 2º turno                              | Quarti                                | Semifinali                            | Finale                                |                                       |
| Mediomassimi                          |                                       |                                       |                                       |                                       |                                       |                                       |                                       |                                       |                                       | 1º turno                              |                                       | 2º turno                              | Quarti                                | Semifinali                            | Finale                                |                                       |
| Massimi                               |                                       |                                       |                                       |                                       |                                       |                                       |                                       |                                       |                                       | 1º turno                              |                                       | 2º turno                              | Quarti                                | Semifinali                            | Finale                                |                                       |

## Podi
| Evento                       | Oro             | Argento           | Bronzo               |
| Pesi mosca (dettagli)        | Willy Kaiser    | Gavino Matta      | Lou Laurie           |
| Pesi gallo (dettagli)        | Ulderico Sergo  | Jack Wilson       | Fidel Ortíz          |
| Pesi piuma (dettagli)        | Oscar Casanovas | Charles Catterall | Josef Miner          |
| Pesi leggeri (dettagli)      | Imre Harangi    | Nikolai Stepulov  | Erik Ågren           |
| Pesi welter (dettagli)       | Sten Suvio      | Michael Murach    | Gerhard Pedersen     |
| Pesi medi (dettagli)         | Jean Despeaux   | Henry Tiller      | Raúl Villarreal      |
| Pesi mediomassimi (dettagli) | Roger Michelot  | Richard Vogt      | Francisco Resiglione |
| Pesi massimi (dettagli)      | Herbert Runge   | Guillermo Lovell  | Erling Nilsen        |

## Medagliere
| Posizione | Paese       |   |   |   | Totale |
| --------- | ----------- | - | - | - | ------ |
| 1         | Germania    | 2 | 2 | 1 | 5      |
| 2         | Francia     | 2 | 0 | 0 | 2      |
| 3         | Argentina   | 1 | 1 | 2 | 4      |
| 4         | Italia      | 1 | 1 | 0 | 2      |
| 5         | Ungheria    | 1 | 0 | 0 | 1      |
| 5         | Finlandia   | 1 | 0 | 0 | 1      |
| 7         | Stati Uniti | 0 | 1 | 1 | 2      |
| 7         | Norvegia    | 0 | 1 | 1 | 2      |
| 9         | Estonia     | 0 | 1 | 0 | 1      |
| 9         | Sudafrica   | 0 | 1 | 0 | 1      |
| 11        | Svezia      | 0 | 0 | 1 | 1      |
| 11        | Danimarca   | 0 | 0 | 1 | 1      |
| 11        | Messico     | 0 | 0 | 1 | 1      |
| Totale    | Totale      | 8 | 8 | 8 | 24     |